# ام‌اس پاسکال لوتا
ام‌اسسوپراستار (به انگلیسی: MS Superstar) یک کشتی است که طول آن ۱۷۵٫۱۰ متر (۵۷۴ فوت ۶ اینچ) می‌باشد. این کشتی در سال ۲۰۰۷ در ایتالیا ساخته شد.